# Deyang
Deyang (forenklet kinesisk: 德阳; traditionel kinesisk: 德陽; pinyin: Déyáng) er et bypræfektur i den kinesiske provins Sichuan. Det har et areal på 5,818 km2, og en befolkning på 3.810.000 mennesker (2004).

## Kulturminder
Konfuciustemplet i Deyang (Deyang wenmiao, 德阳文庙) blev i 2001 opført på Folkerepublikken Kinas liste over kulturminder.
Bypræfekturet er dessuden kendt for et vinbryggeri kaldt Jiannanchun i byamtet Mianzhu og for museet og det arkæologiske udgravningsfelt Sanxingdui i byamtet Guanghan fra den gamle shu-kultur. Det blev afdækket og udviklet fra 1986. Der er også en smuk sø ved navn Jinghu-søen.

## Administrative enheder
Bypræfekturet Deyang har jurisdiktion over et distrikt (区 qū), 3 byamt (市 shì) og 2 amter (县 xiàn).
| Kort             | Kort       | Kort   | Kort            | Kort                   | Kort        | Kort      |
| ---------------- | ---------- | ------ | --------------- | ---------------------- | ----------- | --------- |
| Kort over Deyang |            |        |                 |                        |             |           |
| #                | Navn       | Hanzi  | Pinyin          | Befolkning (2004 est.) | Areal (km²) | Indb./km² |
| Distrikter       |            |        |                 |                        |             |           |
| 1                | Jingyang   | 旌阳区 | Jīngyáng Qū     | 630.000                | 648         | 972       |
| Byamter          |            |        |                 |                        |             |           |
| 2                | Shifang    | 什邡市 | Shífāng Shì     | 430.000                | 863         | 498       |
| 3                | Guanghan   | 广汉市 | Guǎnghàn Shì    | 590.000                | 551         | 1.071     |
| 4                | Mianzhu    | 绵竹市 | Miánzhú Shì     | 510.000                | 1.245       | 410       |
| Amter            |            |        |                 |                        |             |           |
| 5                | Luojiang   | 罗江县 | Luójiāng Xiàn   | 240.000                | 448         | 536       |
| 6                | Zhongjiang | 中江县 | Zhōngjiāng Xiàn | 1.410.000              | 2.063       | 683       |

## Trafik

### Jernbane
Baoji-Chengdu-jernbanen løber gennem området. Den knytter Baoji i naboprovinsen Shaanxi til Chengdu i Sichuan.

### Vej
Kinas rigsvej 108 løber gennem området. Den begynder i Beijing og fører via Taiyuan, Xi'an og Chengdu sørmod syd til Kunming i den sydvestlige provins Yunnan. 